# NGC 229
NGC 229 je galaksija u zviježđu Andromeda.

## Vanjske poveznice
- SEDS: NGC 0229